# Liste der Kirchen der römisch-katholischen Kirche in Mecklenburg-Vorpommern
Die Liste der Kirchen der römisch-katholischen Kirche in Mecklenburg-Vorpommern umfasst Kirchengebäude der römisch-katholischen Kirche in Mecklenburg-Vorpommern. Auf dem Gebiet Mecklenburg-Vorpommerns liegen die Region Mecklenburg des Erzbistums Hamburg und das Dekanat Vorpommern des Erzbistums Berlin.
- Liste der Kirchen der Region Mecklenburg des Erzbistums Hamburg
- Liste der Kirchen des ehemaligen Dekanats Vorpommern des Erzbistums Berlin